# 日本・ロシア協会
日本・ロシア協会（にほん・ロシアきょうかい、 ロシア語: Общество Япония-Россия、英語: Nonprofit Organization "Japan – Russia" Society (NPO "Nichiro Kyokai") 、略称：日ロ協会）は、日本とロシア連邦の友好親善や経済協力促進等を目的とする特定非営利活動法人。1965年に日ソ親善協会という名称で設立され、1992年に日本・ロシア協会と改称される。各地に連携の地方協会がある。

## 沿革
- 1965年 日ソ親善協会設立
- 1966年 協会文化使節団訪ソ
- 1967年 10月革命50周年記念集会
- 1968年 ソ連建国51周年記念　訪日ソ連親善使節団歓迎レセプション
- 1970年 メーデー参観訪ソ団、第1次ソ連保育事情使節団派遣
- 1975年 日ソ国交樹立50周年記念集会
- 1976年 第2次日「ソ親善の船」派遣
- 1977年 ロシア革命60周年祝賀集会に出席
- 1978年 トルストイ生誕150周年記念事業、各支部開催
- 1979年 第1回「日ソ円卓会議」ホテルニューオータニにて開催
- 1980年 第2回「日ソ円卓会議」モスクワにて開催
- 1981年「北方領土の日」始まる
- 1982年「日ソ親善の翼」代表団派遣
- 1983年「日ソ不戦の誓い」代表団派遣
- 1984年 第1回「日ソ極東・北海道友好交流会議」ハバロフスクにて
- 1987年 ロシア大使館婦人の観桜会
- 1990年 女性委員会、ソ連大使館に庭木贈呈
- 1991年 ゴルバチョフ大統領歓迎レセプション
- 1992年「日本・ロシア協会」と改称
- 1993年 エリツィン大統領来日
- 1994年 協会創立３０周年記念シンポジウム
- 1995年 ロ日協会との「日ロ交流会議」
- 1996年 日ロ国交回復４０周年記念「日本文化フェスティバル」
- 1997年 モスクワ建都８５０年祭「日本伝統芸能フェスティバルの開催」
- 1998年「日本伝統芸能訪ロ団」を派遣」
- 1999年「ロシア友好文化団体との交流団」を派遣
- 2000年 女性委員会、ウラジオスストック文化基金に招待
- 2001年 特定非営利活動法人（NPO）認可取得
- 2003年 東儀秀樹公演：サンクトペテルブルク、モスクワにて開催
- 2004年 鳩山訪ロ団、国際文化科学協力センター　日ロ協会三者協定締結
- 2005年 プーチン大統領訪日
- 2006年 モスクワ市庁舎にて日ソ共同宣言締結50周年記念・日ロフォーラム開催
- 2007年 鳩山邦夫会長とベールイ大使初協議
- 2008年 極東経済フォーラムに参加
- 2009年 プーチン首相来日、「日ロ知事意見交換会」「２１世紀日ロ学長国際フォーラム
- 2010年 鳩山邦夫会長が訪露し、ロシア大統領側近と会談[1]
- 2015年 協会創立50周年記念式典・祝賀会
- 2016年 日ロ国交回復60周年記念「日ロフォーラム」開催（於：ロシア大使館）

## 活動
1. 日本からの調査団、視察団の派遣
2. ロシアの専門家招聘による交流
3. 研究活動の推進、研究集会の開催
4. 日ロ間の文化交流や青少年交流、語学教育の推進
5. 機関紙・出版物発行

## 行事
- 2012年、2013年に、ウラジオストクにて、極東フォーラムを開催
- 2013年より、日ロ関係を極めるセミナー（現在名　ロシアを知るセミナー）を開催
- 2013年、日ロ IT&Innovation技術フォーラム開催　（於　ロシア大使館）
- 2018年～2020年　新春日ロ交流のつどいを開催（関係3団体共催）（於　ロシア大使館）

## 役員
2024年6月14日現在
- 会長 - 高村正彦
- 会長代行 - 半田晴久
- 副会長 - 西村明宏、今村雅弘、井上義久
- 最高顧問 - 森喜朗、鳩山由紀夫
- 顧問 - 逢沢一郎、下斗米伸夫、藤本和貴夫、松前達郎、安田正利、土屋津以子
- 理事長 - 西村康稔
- 常任理事 - 上田将祐、浦山宏子、岡部芳彦、杉坂太郎、平野勝敏、黛泰次
- 理事 - 猪口邦子、鵜澤幸枝、小川英郎、齋藤勁、佐々木三知夫、嶋田伸夫、武田良太、東郷和彦、平野純子、伏田昌義、藤田修司、藤野真人、坂東通世、福井学、堀合辰夫、松木謙公
- 監事 - 尾立源幸、吉田邦彦

## 歴代会長
- 初代 - 赤城宗徳（1969年-1991年）
- 2代 - 三塚博（1991年-2004年）
- 3代 - 鳩山由紀夫（2004年-2009年）
- 4代 - 鳩山邦夫（2009年-2016年）
- 5代 - 高村正彦（2016年-）

## 旧役員
- 副会長 - 橘康太郎
- 理事長 - 横山利秋
- 常任理事 - 稲川素子
- 理事 - 片山さつき